# Боніфатій Римський
Святий Боніфатій або (Воніфатій) (нар.284 — пом. 305, Тарс, Мала Азія) — ранньо-християнський мученик з Рима.
Святий Боніфатій був слугою в однієї багатої пані і жив у Римі. Будучи християнином, він милосердно ставився до людей, цілком виправдавши своє ім'я, яке у перекладі з латинської мови означає «чинити добро».
Коли Боніфатій поїхав на Схід за мощами святих мучеників, які загинули за Христову віру, то у Тарсі, рідному містечку св. апостола Павла, погани ув'язнили його і жорстоко катували. Він прославив Бога мученицькою смертю 306 року.

## Життя
Був рабом заможної римлянки на ім'я Аглаїда. Вона доручила йому управління її будинком і великими маєтками. Воніфатій жив з Аглаїдою розгульним життям. Разом з тим він був милостивий до убогих і охоче приймав мандрівників. Усвідомлюючи себе рабом гріха, Воніфатій молив Бога, щоб він позбавив його від тенет диявольських і зробив би його переможцем над своїми прагненнями і пристрастями.
Воніфатій часто молився Богу, щоб Він позбавив його від диявольських підступів і допоміг опанувати свої пристрасті.
Також й Аглаїда дізналася, що якщо з благоговінням зберігати в будинку мощі святих мучеників, то їх молитвами легше отримати спасіння.
Вона спорядила Воніфатія на Схід, де в той час йшло жорстоке гоніння на християн та просила привезти мощі якогось Мученика, щоб він став їхнім керівником і покровителем.
Воніфатій з радістю погодився на її пропозицію. Аглаїда дала йому багато золота, оскільки без них не можна було отримати мученицьких тіл, адже нечестиві мучителі, бачачи сильну любов і старанність християн до мощей, не віддавали їх даром, але продавали за велику ціну.
Коли він виходив з дому, то сміючись сказав:
- А що буде, якщо я не знайду ніякого тіла Мученика й моє тіло, замучене за Христа, принесуть до тебе, — приймеш ти його тоді з честю?
Аглаїда докоряючи йому, відповіла:
- Нині час, брате мій, не для знущання, а для благоговіння. Тобі варто під час шляху ретельно охороняти себе від всякого безчинства: свята справа має здійснювати чесно та благочинно, і в дорозі тобі слід перебувати в смиренні та стриманості. Пам'ятай, що ти збираєшся служити святим мощам, до яких ми не тільки доторкнутися, але навіть і поглянути на них недостойні.
Приїхавши в Кілікію, в місто Тарс, Воніфатій пішов на міську площу де мучили християн, а супутників залишив в готелі. Вражений катуванням двадцятьох святих та бачачи просвітлені благодаттю Господньою їх обличчя, Воніфатій кинувся до них, цілував їм ноги та просив їхніх молитов, щоб і йому удостоїтися постраждати з ними.
Тоді суддя запитав, хто він. Воніфатій відповів: «Я християнин» та відмовився принести жертву ідолам. Його тут же засудили на муки: били, що м'ясо відпадало від кісток, втикали голки під нігті та влили в горло розплавлене олово, але силою Господньою він залишився неушкодженим.
Наступного ранку, коли хвилювання затихли, суддя розпорядився кинути Святого Мученика в казан із киплячою смолою, але й це не завдало йому ніякої шкоди. Тоді Святий Воніфатій був засуджений до усічення мечем.
Тим часом, супутники Святого Воніфатія, прочекавши два дні, стали його розшукувати, припускаючи, що він віддався легковажному проведенню часу.
Спочатку пошуки були безуспішні, але, нарешті, вони зустріли людину, колишнього очевидцем мученицької смерті Святого. Цей свідок привів їх туди, де ще лежало обезголовлене тіло. Супутники викупивши за великі гроші його останки, повезли їх до Риму.
Коли вони наближалися до міста, Ангел Божий явився у сні Аглаїді та сказав:
- Готуйся прийняти того, хто був раніше у тебе слугою, а сьогодні став нашим братом і спів служителем; прийми того, хто був рабом у тебе, а тепер буде твоїм паном та благоговійно почитай його, тому що він хранитель душі твоєї і захисник життя.
Аглаїда закликала священиків та з великою пошаною прийняла чесні мощі, а потім побудувала на місці його поховання Храм на честь Святого Мученика — Санті Боніфаціо е Алессіо та поклала там мощі, що прославилися безліччю чудес.
Сама ж вона, роздавши жебраком весь свій маєток, пішла в монастир, де провела в покаянні вісімнадцять років і за своє покаянне життя отримала дар виганяти нечистих духів. Поховали Святу неподалік могили Святого Мученика Воніфатія.